# Mangilao
Mangilao è un villaggio del territorio non incorporato statunitense dell'isola di Guam. 
Al censimento del 2000 aveva una popolazione di 13.313 abitanti.
È sede dell'università di Guam.
| Controllo di autorità | J9U (EN, HE) 987007555443805171 |